# Вечная весна (рок-фестиваль)
Вечная Весна — рок-фестиваль, посвящённый годовщине основания Независимой Национальной Творческой Корпорации (ННТК). Проводился в Москве с 2007 по 2013 год в период с конца апреля по конец мая. Основное направление фестиваля — сибирский рок.

## Хронология

### Вечная Весна-2007
- Время проведения: 27 мая 2007 года.
- Место проведения: Москва, клуб «Трамплин».
- Участники: Джа Дивижн, Тут как туТ, Беловодье, Небослов, Время «Ч».

Несмотря на то что ННТК изначально ориентировалась на круги, близкие к ныне запрещённой в РФ Национал-большевистской партии, в первом фестивале группы т. н. «Всемосковского патриотического панк-клуба» и «сибирской волны» не приняли участия. «Вечная Весна-2007» по составу оказалась ближе к кругам «поэтического рока», консолидированным вокруг содружества «Даждь». Почётными гостями фестиваля стали «Джа Дивижн» — одни из первопроходцев московской регги-сцены.

### Вечная Весна-2008
- Время проведения: 25 мая 2008 года.
- Место проведения: Москва, клуб «Крымские каникулы».
- Участники: Ермен Анти, Северное Сияние, Тёплая Трасса, Тут как туТ, Брешь Безопасности.

Состав второго фестиваля значительно изменился по сравнению с первой, поскольку «Вечная Весна-2008» позиционировалась как дань памяти андеграундному рок-движению «Русский прорыв», основанному в начале 90-х Егором Летовым. Резко расширилась география участников: на «Вечную Весну-2008» приехали барнаульская группа «Тёплая Трасса», проект «Северное Сияние» Владимира Ареховского (экс-участника минской группы «Красные Звёзды») и лидер актюбинской «Адаптации» Ермен Анти (Ержанов).

### Вечная Весна-2009
- Время проведения: 24 апреля 2009 года.
- Место проведения: Москва, клуб «22».
- Участники: ЧернозЁм, Сантим и Ангелы на краю Вселенной, Гулаг, Карамазов Драмс, А Фо Мин.

Все участники третьего фестиваля в разные годы были так или иначе связаны с Эдуардом Лимоновым. Увидеть их на большой сцене к концу нулевых можно было нечасто, в особенности питерца Алексея Фомина (он же А Фо Мин), экс-лидера группы «Министерство Любви».

### Вечная Весна-2010
- Время проведения: 27 мая 2010 года.
- Место проведения: Москва, клуб «Ритм-н-блюз».
- Участники: Инструкция по выживанию, Ник Рок-н-Ролл, Беловодье, Николай Вдовиченко, Алексей Вдовин.

Программу «Вечной Весны-2010» было решено сделать более разноплановой. Как и на первом фестивале, выступали коллективы содружества «Даждь». Главными же гостями стали Ник Рок-н-Ролл и Роман Неумоев — легендарные музыканты, которые обрели известность не в 90-е и позднее (как основная часть гостей «Вечной Весны» разных лет), а ещё в советское время.

### Вечная Весна-2011
- Время проведения: 13 мая 2011 года.
- Место проведения: Москва, клуб «Крымские каникулы».
- Участники: Ермен Анти, Евгений «Корней» Корнийко[7], «Белканов-бэнд», Денис Третьяков, Союз Созидающих, ЧернозЁм

Дмитрий Огнеев, организатор «Вечной весны-2011», анонсировал фестиваль как «Казахстанское вторжение», поскольку три из шести выступающих проектов возникли внутри Актюбинского панк-клуба. Остальные участники в разные годы также имели какое-либо отношение к лимоновским кругам (как и в случае с «Вечной Весной-2009»).

### Вечная Весна-2012
- Время проведения: 18 мая 2012 года.
- Место проведения: Москва, клуб «Blur-cafe».
- Участники: Обезьяна зимой (проект Бориса Покидько), Северное Сияние, Манагер и Родина, Карамазов Драмс.

Фестиваль 2012 года по направленности групп был похож на прошлогодний, но прошёл более скромно. В частности, число участников уменьшилось до четырёх. Тем не менее, в их числе оказался Олег «Манагер» Судаков, соратник Егора Летова по целому ряду проектов, выпущенных под лейблом «ГрОб-рекордс». По случаю своего 50-летия Манагер дал большой электрический концерт вместе со своей аккомпанирующей группой «Родина».

### Вечная Весна-2013
- Время проведения: 17 мая-18 мая 2013 года.
- Место проведения: Москва, арт-этаж «Шоколадная Фабрика».
- Участники: Союз Созидающих, Брешь Безопасности, ЧернозЁм, Манагер и Родина, Регион-77, Красные Звёзды, КукишЪ, Инструкция по выживанию, Беловодье, Леона, Северное Сияние, Адаптация.

«Вечная Весна-2013» была приурочена к 10-летию ННТК. В отличие от предыдущих, фестиваль продолжался два дня. Среди участников были как ветераны постсоветского андеграунда, так и молодые команды. Обозреватель сайта KM.RU назвал «Вечную Весну-2013» «событием десятилетия в русском андеграунде». В статьях о фестивале также отмечается, что его посетило большое количество зрителей из разных регионов России, а также из Белоруссии и Украины, привлечённые возможностью увидеть сразу многих любимых музыкантов на одной сцене.
После 2013 года «Вечная весна» не проводилась. Однако музыкальный обозреватель портала KM.RU Денис Воденников назвал своеобразным afterparty Вечной весны-2013 состоявшийся 13 февраля 2014 года в той же «Шоколадной Фабрике» концерт в честь дня рождения Дмитрия Огнева.